# Хадрамаут (мухафаза)
Хадрамаут (араб. حضرموت‎) — мухафаза в Йемене. Мухафаза Хадрамаут занимает часть территории исторического региона Хадрамаут.

## География
Мухафаза расположена в восточной части страны. На востоке граничит с мухафазой Эль-Махра, на западе — с мухафазами Эль-Джауф, Мариб и Шабва, на севере — с Саудовской Аравией.
На юге омывается водами Аравийского моря. В 2004—2013 гг. частью мухафазы являлся архипелаг Сокотра, бывший до этого частью мухафазы Аден, а затем выделенный в отдельную провинцию.
Административный центр мухафазы — город Эль-Мукалла.
Площадь составляет 191 737 км². Среди мухафаз Йемена мухафаза Хадрамаут занимает первое место по площади.
Провинция сильно пострадала от наводнений 2008 года.

## Население
По данным на 2013 год численность населения составляет 1 294 867 человек.
Динамика численности населения мухафазы по годам:
| 1988    | 1994    | 2004      | 2013      |
| ------- | ------- | --------- | --------- |
| 537 100 | 755 631 | 1 029 462 | 1 294 867 |